# Napoleon Sarony

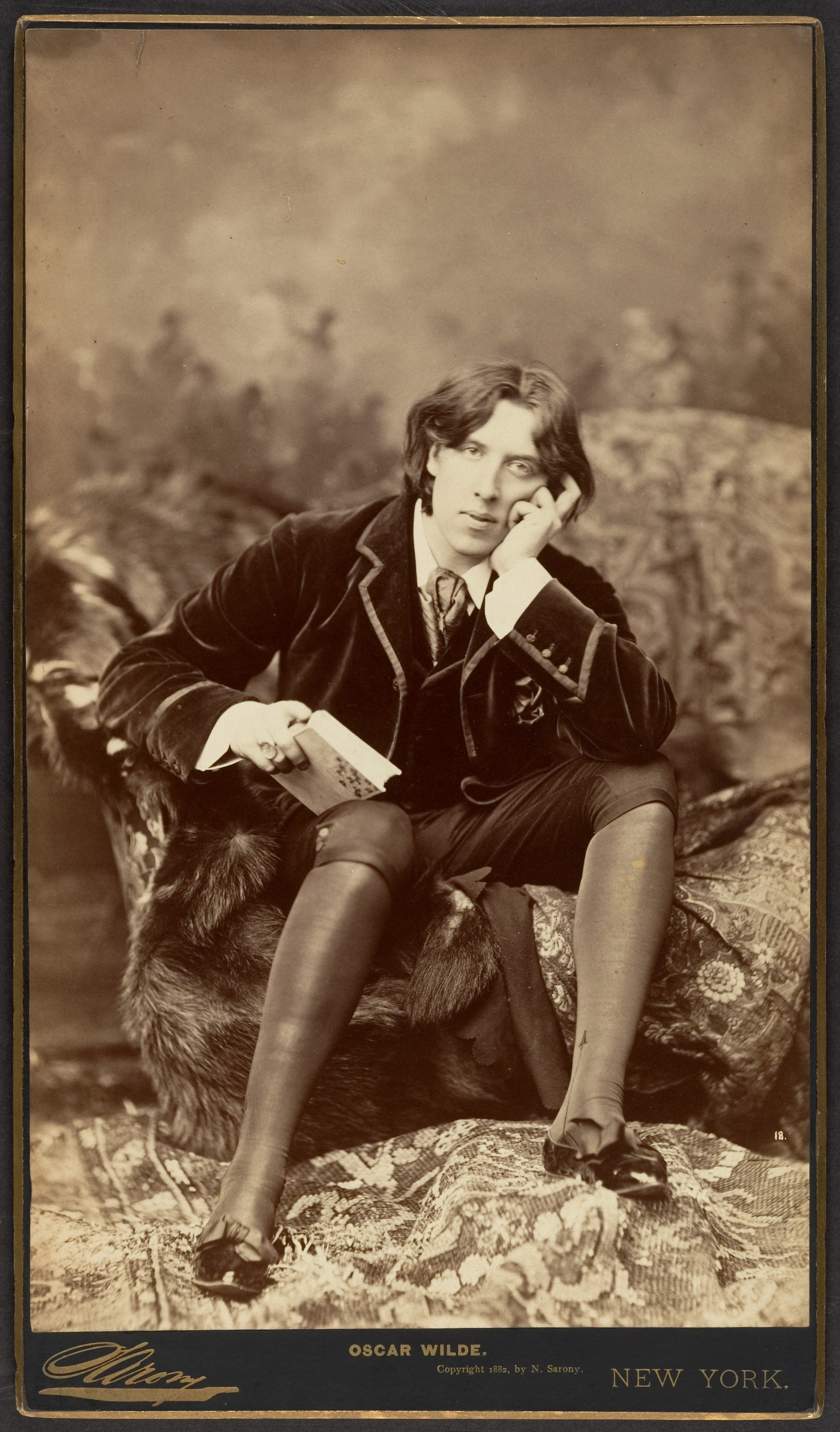
Napoleon Sarony: Oscar Wilde č. 18 (1882), který se stal předmětem jednání Nejvyššího soudu USA, ve kterém soud rozšířil autorská práva na ochranu fotografií

Napoleon Sarony (1821 – 9. listopadu 1896) byl americký litograf a fotograf. Šlo o velmi oblíbeného a plodného portrétního fotografa, nejvíce znám se stal svými portréty hvězd z konce 19. století pocházejících z prken amerického divadla.

## Život a dílo
Narodil se v kanadském Quebecu v roce 1821 a kolem 1836 se přestěhoval do New Yorku. Před založení vlastní litografické společnosti s Jamesem Majorem pracoval jako ilustrátor pro Currier and Ives. Firma Sarony & Major vznikla v roce 1843. V roce 1845 nahradil Jamese Majora Henry B. Major a pod tímto jménem fungovala společnost až do roku 1853. Od 1853 do 1857 byla firma známá jako Sarony and Company a v době 1857–1867 jako Sarony, Major & Knapp. Sarony opustil firmu v roce 1867 a založil fotografické studio na Union Square čp. 37, v době, kdy bylo velmi populární portrétování celebrit. Fotografové modelům za pózování platili a na prodej fotografií si ponechávali plné právo. Sarony údajně platil divadelní herečce Sarah Bernhardtové 1500 amerických dolarů za to, že mu pózovala před fotoaparátem, což odpovídá svou hodnotou dnešním 20 000 amerických dolarů.
Jako retušér u něho ve svých začátcích pracoval Alfred Cheney Johnston. Sarony byl, stejně jako jeho současník Aimé Dupont, známý svou schopností minimalizovat nedostatky fotografovaných, a to většinou díky využití perspektivy.
Jeden z portrétů spisovatele Oscara Wildeho se stal předmětem jednání Nejvyššího soudu USA Burrow-Giles Lithographic Co. v. Sarony 111 U.S. 53 (1884), ve kterém Soudní dvůr potvrdil rozšíření autorských práv také na ochranu fotografií. Sarony žaloval litografickou společnost Burrow-Giles poté, co bez povolení použili litografii Oscar Wilde č. 18 ve své reklamě a soudním rozhodnutím vyhrál 610 USD (v přepočtu na dnešní měnu přibližně 12 000 dolarů). Sarony sám pro Nejvyšší soud později fotografoval u příležitosti oslav stého výročí federálního soudnictví v roce 1890.
Sarony byl ženatý dvakrát. Jeho první manželka zemřela v roce 1858, jeho druhá, Louie, údajně sdílela jeho tendence k výstřednosti a preference pro bizarní oblečení. Pronajímala si důmyslné kostýmy, které nosila během své každodenní odpolední procházky po parku Washington Square a po jednom použití je vracela zpět.
Jeho bratr Oliver François Xavier Sarony byl také portrétní fotograf, který zemřel v roce 1879. Napoleonův syn Otto (1859–1903) pokračoval v rodovém odkazu po několik let až do své vlastní brzké smrti v roce 1903.
Sarony zemřel 9. listopadu 1896, asi ve věku 74 let a je pohřben na hřbitově Green-Wood Cemetery v Brooklynu.

## Galerie

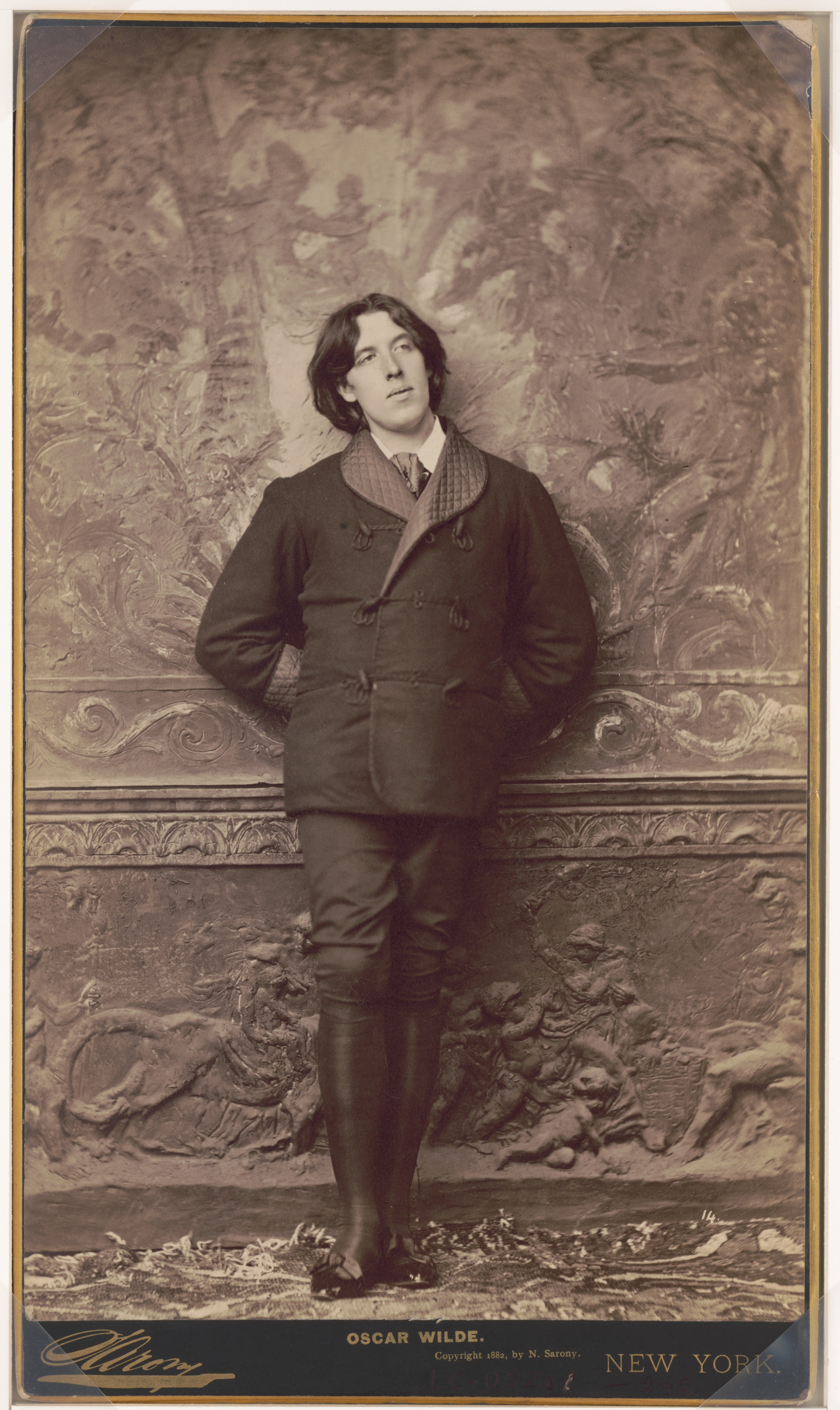
Oscar Wilde
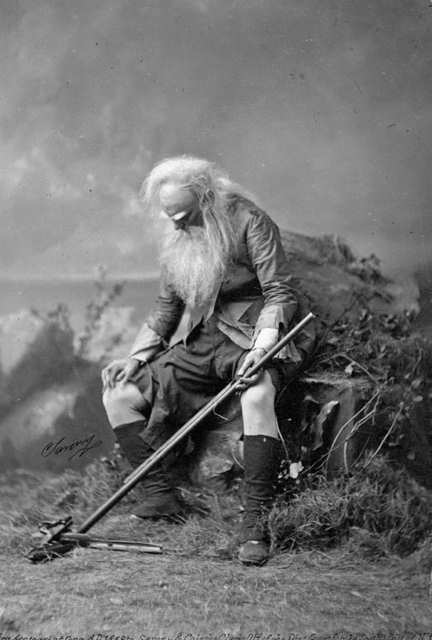
Joseph Jefferson jako Rip Van Winkle, 1869
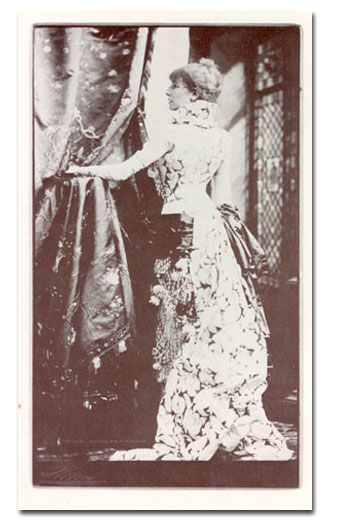
Herečka a modelka Sarah Bernhardt
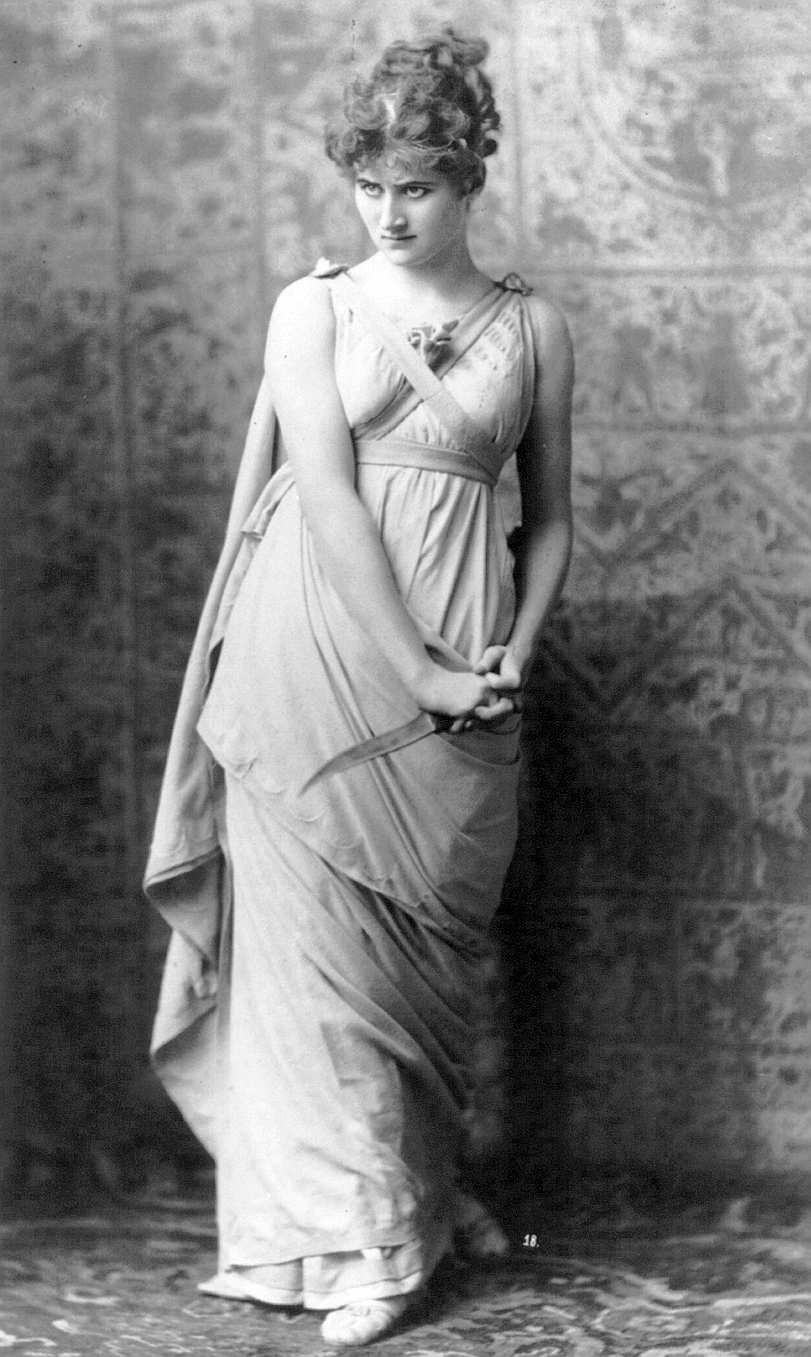
Mary Anderson jako Parthenia, 1883
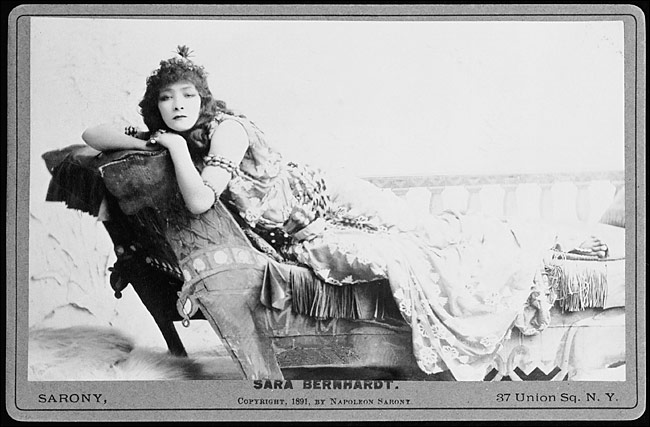
Sarah Bernhardt jako Kleopatra, 1891
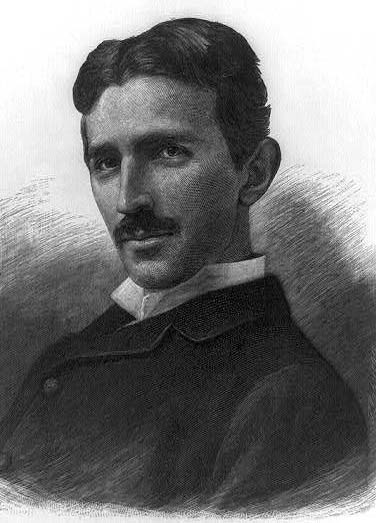
Nikola Tesla
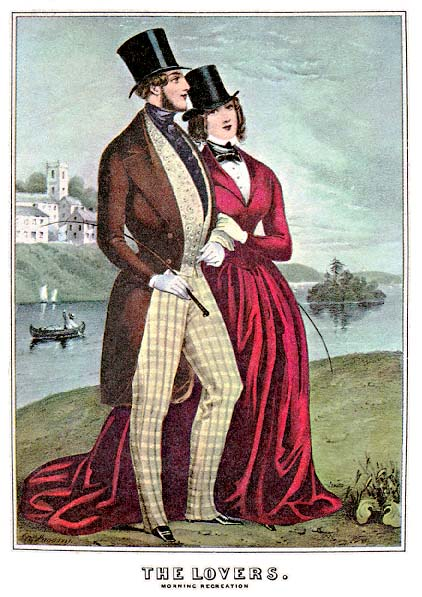
Sarony & Major, barevný tisk, 1850
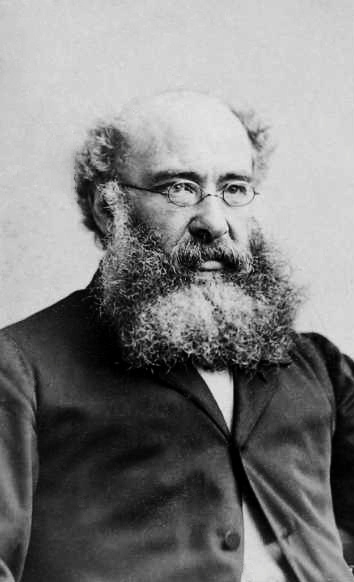
Anthony Trollope
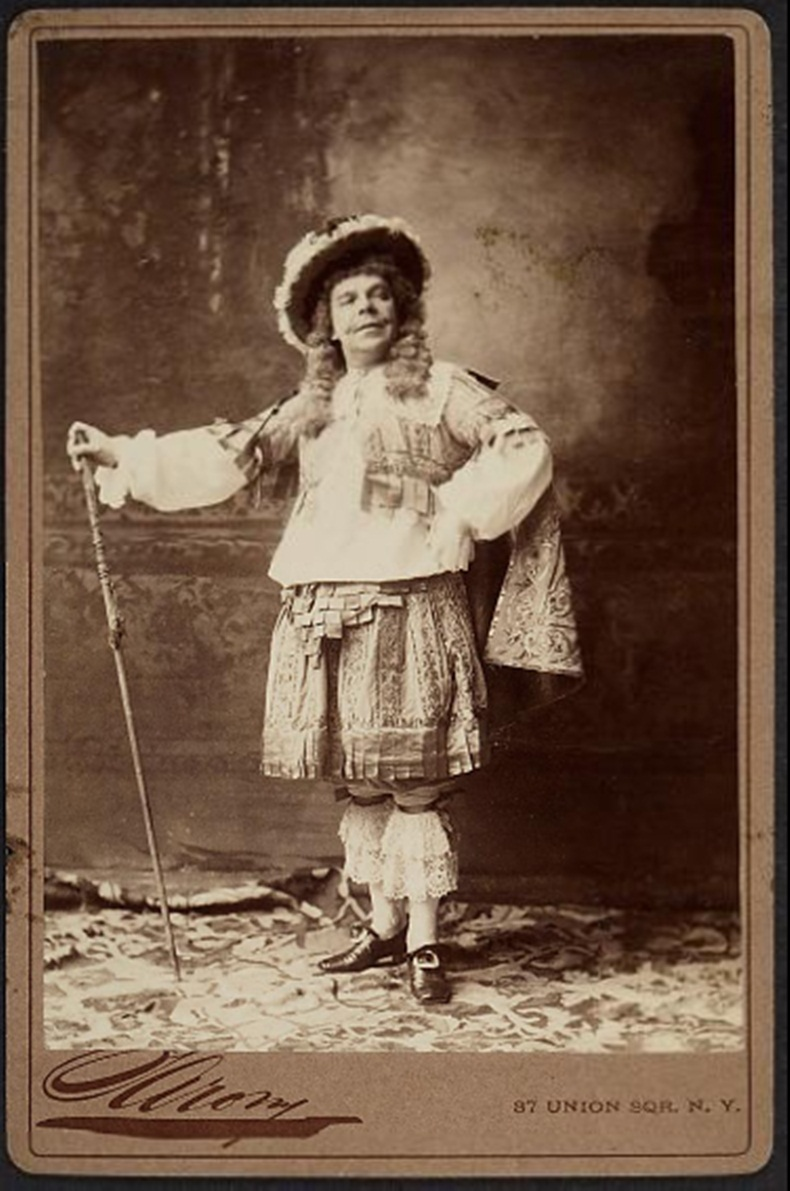
Benoît-Constant Coquelin, 1888
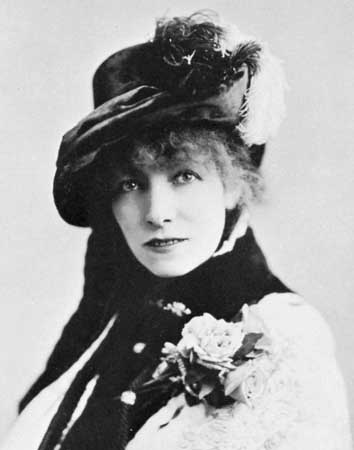
Herečka Sarah Bernhardt
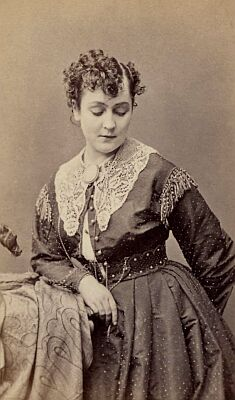
Herečka Adah Menken, rond 1870
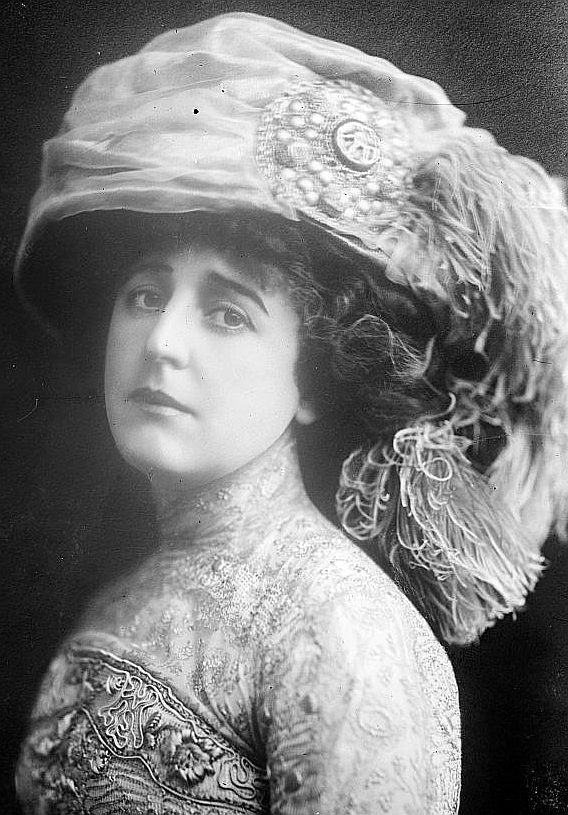
Herečka Margaret Anglin